# Береговой медляк
Береговой медляк (лат. Opatrum riparium) — вид жуков-чернотелок.

## Описание
Длина тела взрослых насекомых 7—8 мм. Переднеспинка с гладкими приподнятыми участками: обычно одним перед основанием и двумя перед серединой. Кант переднеспинки высоко приподнят, особенно у передних углов. Личинка длиной до 17 мм.

## Экология
Предпочитаемыми местообитаниями являются склоны речных долин и песчаные дюны.

## Распространение
Встречается в Европе, на юге Западной и Средней Сибири и в Казахстане.